# Orden der Glücksverheißenden Wolke
Der Orden der Glücksverheißenden Wolke (Ching Yun Chang) wurde am 19. April 1934 gestiftet und war eine Auszeichnung des Mandschurischen Kaiserreiches. Dieser Orden sowie der Orden der Stützen des Staates wechselten im Range miteinander ab. Dies entsprach in Annäherung an das Japanische Kaiserreich sowohl dem Orden der aufgehenden Sonne als auch dem Orden des Heiligen Schatzes. 

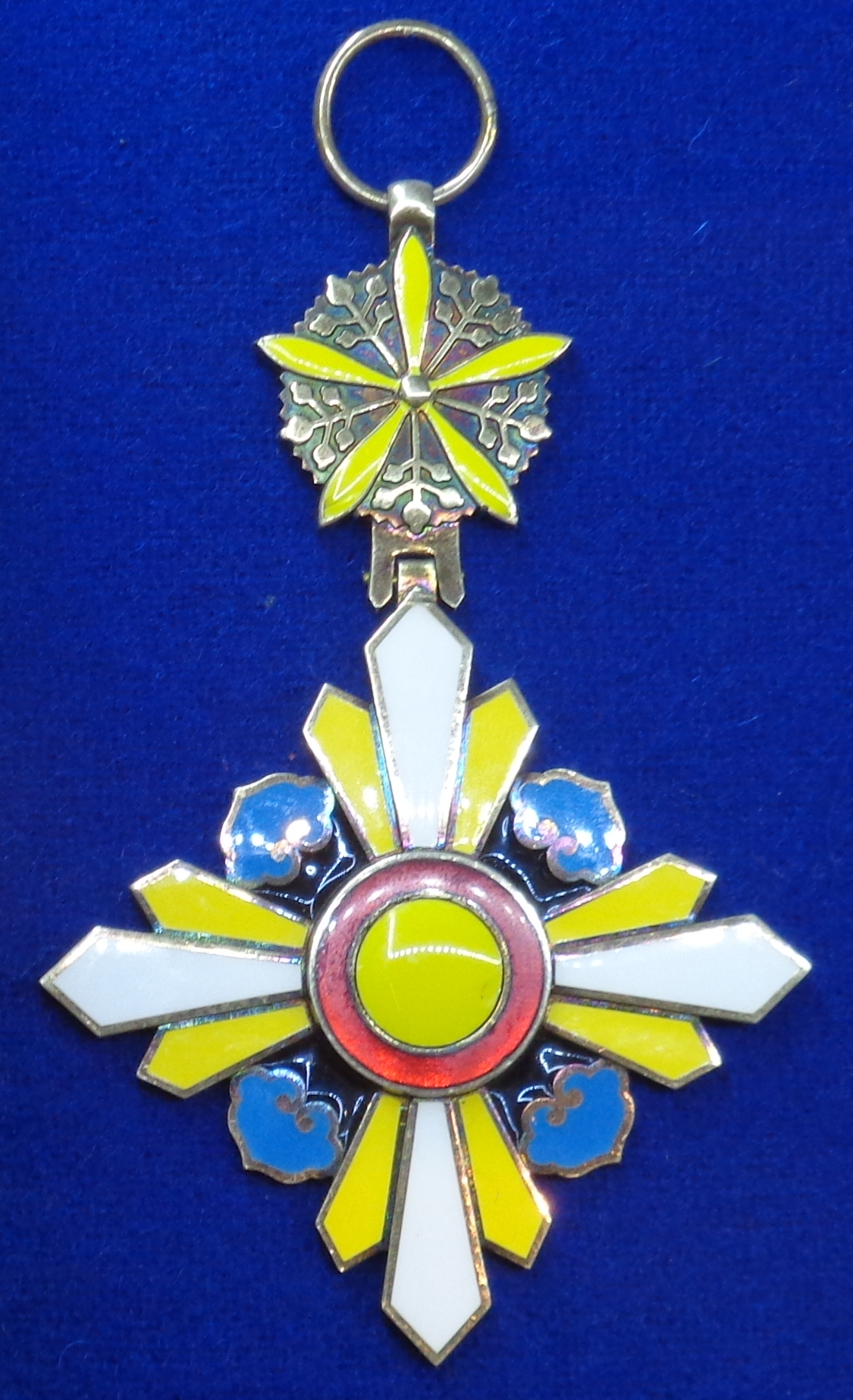
Ordenszeichen

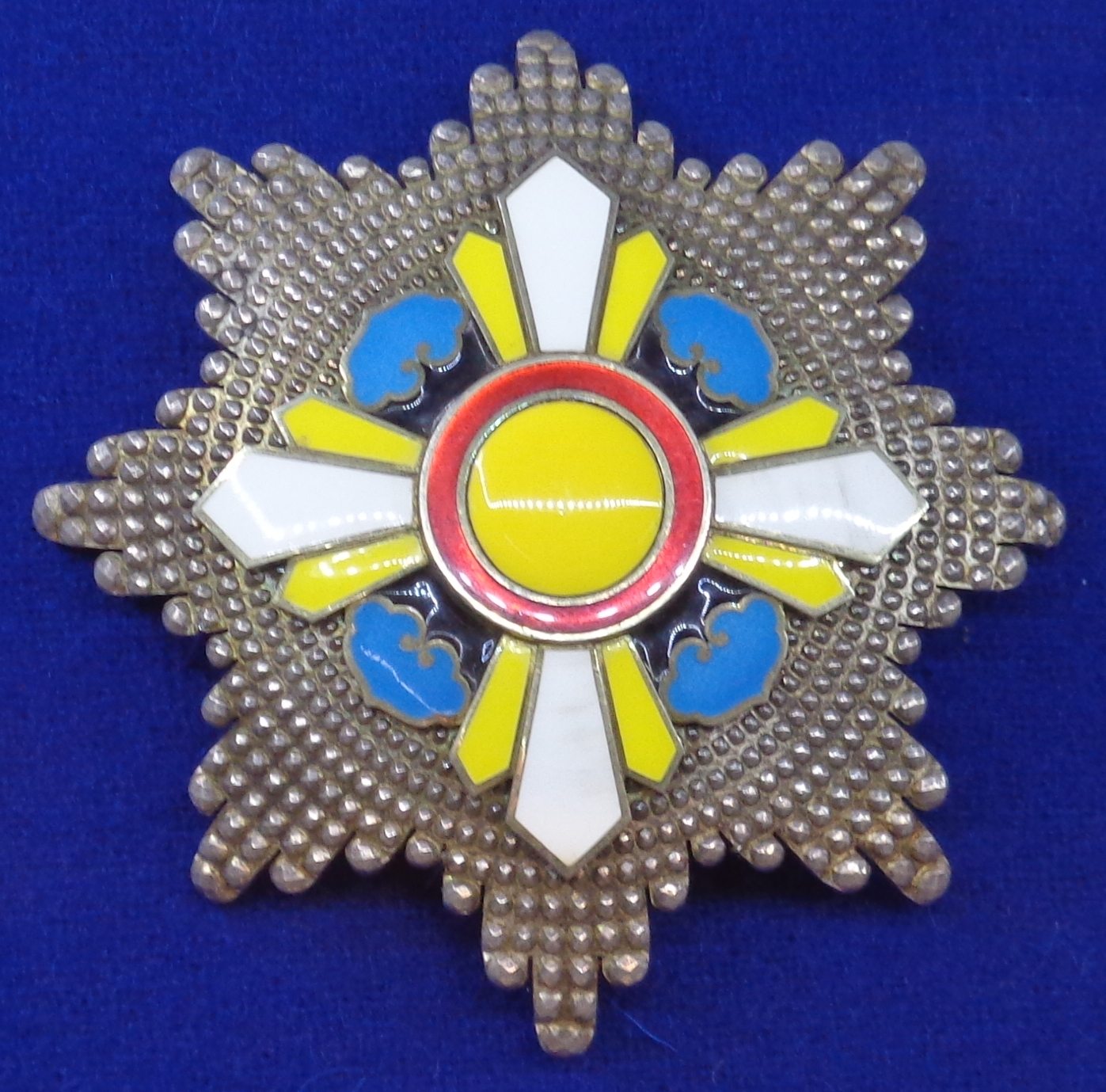
Bruststern

## Ordensklassen
Wie sein japanisches Pendant besteht der Orden aus acht Klassen, von denen die beiden letzten nicht emailliert sind:
- Großkreuz mit Bruststern auf der linken Brustseite
- Großoffizier mit Bruststern auf der rechten Brustseite
- Komtur
- Offizierskreuz
- Ritterkreuz I. Klasse
- Ritterkreuz II. Klasse
- Ehrenzeichen I. Klasse
- Ehrenzeichen II. Klasse

## Ordensdekoration
Das Ordenszeichen der I. bis VI. Klasse, also der emaillierten Klassen besteht aus einer gelb emaillierten, rotgeränderten kreisförmigen Sonne, von der kreuzförmig je drei Strahlen ausgehen; der mittlere Strahl ist dabei weiß und die beiden seitlichen Strahlen gelb. Zwischen diesen Kreuzstrahlen sind kleine blaue Wolken eingepasst worden. Der Zwischenraum zwischen Wolken und Sonne wurde schwarzbraun ausgefüllt. Das Ordenszeichen hängt dabei an einer stilisierten Orchideenblüte, die exakt mit dem des Orchideenordens übereinstimmt. Die Metallteile des Ordenszeichens sind von der I. bis zur V. Klasse golden, die der 6. Klasse silberm. Die VII. Klasse ist altgolden und die VIII. Klasse grausilbern, beide haben keinen Orchideenaufhänger.
Der Bruststern dagegen ist achtspitzig und vollständig brillantiert. Er wird dabei zur I. Klasse auf der linken Brustseite und zur II. Klasse auf der rechten Brustseite getragen. Bei der II. Klasse gilt er als Hauptorden, bei der I. als Nebenorden. Das Ordenszeichen der III. Klasse wird als Halsbandorden getragen und gilt dabei gleichzeitig als Nebenorden der II. Klasse. Die IV. bis VIII. Klasse unterscheiden sich nur geringfügig voneinander und werden alle an einem hellblauen mit roten Seitenstreifen Bande an der linken Brustseite getragen. Die IV. Klasse unterscheidet sich dabei von der V. Klasse nur durch die Bandrosette auf dem Ordensband. Die V. Klasse unterscheidet sich dagegen von der VI. Klasse auch nur dadurch, dass sie nicht aus goldenen, sondern auch silbernen Metall gefertigt wurde. Wie bereits oben erwähnt, sind die letzten beiden Klassen nicht emailliert.
Ähnlich wie in Japan, wurde die Rosette im Knopfloch getragen und unterschied sich nur durch ihre Farbgebung und Zeichnung in den einzeln verliehenen Klassen. So war die Rosette aller acht Klassen hellblau mit roten Strichen gehalten. Die I. und II. Klasse unterschied man nur durch einen roten Ring, die III. mit einem roten Kreuz und die IV. Klasse mit einem roten Schrägkreuz. Die V. und VI. Klasse wurden durch sechs Radien, die VII. und VIII. Klasse durch drei rote Radien gekennzeichnet.